# Vertumnus (maleri)
Vertumnus eller Rudolph II som Vertumnus er et maleri af den manieristiske italienske maler Giuseppe Arcimboldo.
Giuseppe Arcimboldo var siden 1562 hofportrættør ved hoffet i Prag, hvor han malede portrætter af de habsburgske kejsere Ferdinand I, Maximilian II og Rudolf II. Maleriet er det mest berømte af Arcimboldos værker og er et portræt af kejser Rudolf II, fra omkring 1590-91 i Milano, afbildet som Vertumnus,  den romerske gud for haven og  årets gang. Frugter og grøntsager symboliserer overflod fra den guldalder, der mentes at være indtrådt med kejserens tiltrædelse.

## Motivet
Set  på afstand kan maleriet ligne et portræt, men tæt ser man,  at det er  sammensat af billeder af grøntsager, bøger, planter,  køkkenredskaber,  frugt, havdyr, landdyr og trærødder, således at hver  enkelt ting er  valgt for at give indtryk af en anatomisk detalje i et ansigt.  Kejserens portræt er skabt af blomster og frugter fra  forskellige  vækstsæsoner: pærer, æbler, kirsebær, druer, hvede,  artiskokker, majs, løg, jordskokker, kålblade, hestekastanjer, figner,  morbær, blommer, granatæbler, forskellige græskar og oliven.  Rudolf II's  portræt skal symbolisere balance og harmoni med naturen  som hans styre  blev anset for at repræsentere. Denne type portræt var  et udtryk for  renæssancemenneskets fascination af gåder, puslespil,  og det bizarre.  Arcimboldos mere traditionelle religiøse værker gled senere bort i glemslen, men hans portrætter af ansigter, der består af  objekter blev beundret af samtiden og har bevaret sin værdi  for  eftertiden.

## Proveniens
16. juli 1648, i trediveårskrigens sidste dage, udførte den svenske hær under  kommando af Hans Christoff Königsmarck et  overraskelsesangreb på Prag  og erobrede Malá Strana,  herunder slottet. Svenskerne  plyndrede  denne del af byen og fik et  stort bytte. Arcimboldos portræt af Rudolf  II  var en del af dette.  Maleriet efterfølgende historie indtil 1800 er ikke  klart, men  det har  været på Skoklosters slot  i det mindste siden 1845, hvor det hang i et af værelserne på  biblioteket. Det kunne muligvis være det maleri der er nævnt i opgørelsen i 1680 af Per Brahe den yngres dødsbo på  Bogesunds slot "en målning av frukter som satts samman", og som blev arvet af  hans nevø, der var gift med en datter af Carl Gustaf Wrangel. Med  betegnelsen "ett blomsteransikte, delvis skadats" er et kunstværk  beskrevet i 1728 ved skifte efter Abraham Nilsson Brahe, der  arvede Bogesund og Skokloster i 1701.